# Impatiens coelotropis
Impatiens coelotropis är en balsaminväxtart som beskrevs av C. E.C. Fischer. Impatiens coelotropis ingår i släktet balsaminer, och familjen balsaminväxter. Inga underarter finns listade i Catalogue of Life.